# Magnistipula bimarsupiata
Magnistipula bimarsupiata là một loài thực vật có hoa trong họ Cám. Loài này được Letouzey mô tả khoa học đầu tiên năm 1976.